# Севан (город)
Сева́н (арм. Սևան) — курортный город в Армении в Гегаркуникской области. Административный центр Севанского района.

## География

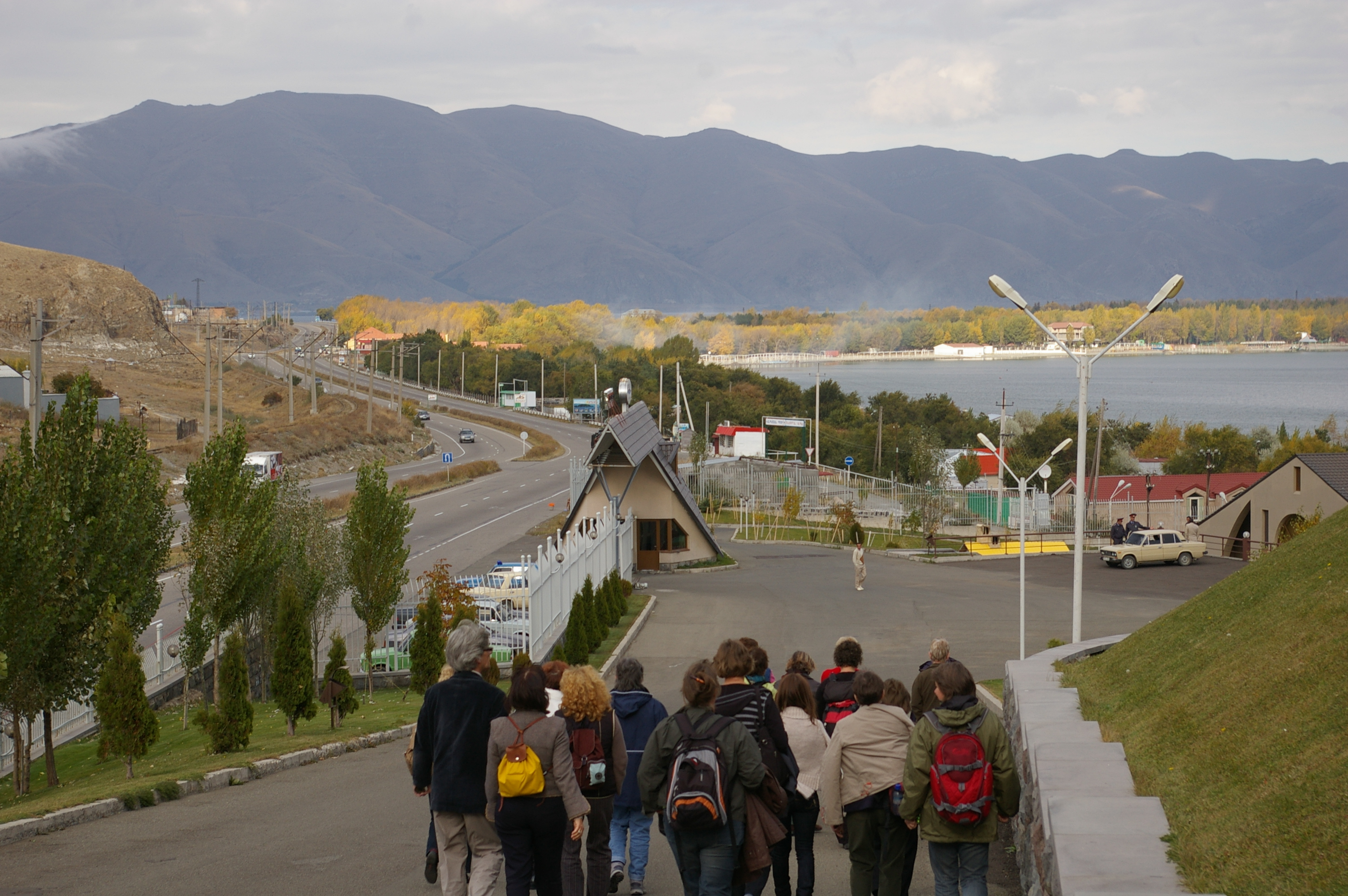
Главное шоссе города

Город расположен на высоте 1900 м около истоков Раздана, между крутым склоном Цамакаберда (юго-восточного отрога Памбакского хребта, с севера) и плавным началом лавовых плато Гегамского хребта (с юга), на северо-западном побережье озера Севан, по возвышенной гряде, между древним руслом реки и озером.
Из-за искусственного снижения воды в озере, которое продолжалось до 1980-х годов, граница озера постепенно отдалялась от города; в настоящее время город и озеро разделяют 200 метров.

## История
Город был основан в 1842 году у истоков Раздана, рядом с озером, русскими переселенцами-молоканами как посёлок Еленовка. Название село получило в честь Елены Павловны — жены брата царя Николая I.
Данное название оставалось вплоть до 1935 года, когда 3 января было принято решение о переименовании в Севан, в честь озера, у которого расположено само село.
1 октября 1938 года село Севан получило статус посёлка городского типа.
В 1961 году Севан получил статус города.
24 марта 1967 года стал городом республиканского подчинения.
Здесь был открыт индустриально-технологический техникум. В 1989 году здесь действовали ГЭС, завод электрических исполнительных механизмов, завод электростеклоизоляции, табачно-ферментационный завод и филиал Ереванского ботанического сада.
В настоящее время, благодаря наличию ряда промышленных предприятий и расположению на перекрестке важных автомобильных и железнодорожных путей — город является важным промышленным пунктом Армении.

## Климат
Климат Севана горный и суровый с продолжительными холодными зимами и прохладным летом. Несмотря на относительно низкую широту, среднемесячные температуры сравнимы с Карелией и Ленинградской областью. Это объясняется высоким положением города над уровнем моря.
Само озеро Севан замерзает целиком только при суровых температурах (ниже −20 °C), это объясняется тем, что в нём бьет огромное количество источников. Влажность в городе и близлежащей местности повышенная, часты сильные ветры со стороны озера.
Зима длится с середины ноября по начало апреля (снег лежит с конца ноября по середину апреля), а лето — с середины июня по середину сентября. Весна прохладная, осень довольно длинная.
| Показатель                    | Янв. | Фев. | Март | Апр. | Май  | Июнь | Июль | Авг. | Сен. | Окт. | Нояб. | Дек. | Год  |
| ----------------------------- | ---- | ---- | ---- | ---- | ---- | ---- | ---- | ---- | ---- | ---- | ----- | ---- | ---- |
| Средний суточный максимум, °C | −4   | −3   | 1,0  | 9,0  | 15,0 | 18,0 | 21,0 | 21,0 | 19,0 | 13,0 | 5,0   | −1   | 9,5  |
| Средняя температура, °C       | −8   | −7,5 | −3,5 | 4,0  | 9,5  | 12,5 | 16,0 | 15,5 | 12,5 | 3,0  | 0,5   | −5   | 4,1  |
| Средний суточный минимум, °C  | −12  | −12  | −8   | −1   | 4,0  | 7,0  | 11,0 | 10,0 | 6,0  | 1,0  | −4    | −9   | −0,7 |
| Норма осадков, мм             | 16   | 23   | 33   | 60   | 87   | 78   | 44   | 33   | 25   | 49   | 31    | 18   | 497  |
| Температура воды, °C          | 1    | 1    | 2    | 4    | 7    | 13   | 17   | 18   | 16   | 13   | 7     | 3    | --   |
| Источник:                     |      |      |      |      |      |      |      |      |      |      |       |      |      |

| Показатель              | Янв. | Фев. | Март | Апр. | Май | Июнь | Июль | Авг. | Сен. | Окт. | Нояб. | Дек. | Год |
| ----------------------- | ---- | ---- | ---- | ---- | --- | ---- | ---- | ---- | ---- | ---- | ----- | ---- | --- |
| Средняя температура, °C | −8,2 | −7,3 | −3,3 | 3,4  | 8,9 | 12,1 | 15,7 | 15,7 | 12,1 | 6,5  | 0,6   | −5,4 | 4,2 |
| Норма осадков, мм       | 26   | 30   | 41   | 65   | 103 | 78   | 50   | 41   | 39   | 51   | 38    | 26   | 588 |
| Источник:               |      |      |      |      |     |      |      |      |      |      |       |      |     |

## Население
Численность населения города, которая также включает деревню Гагарин, входящую в состав Севана.
Население преимущественно армянское.
| Год       | 1873 | 1897 | 1926 | 1939 | 1959 | 1979  | 1989  | 2001   | 2008   |
| Население | 944  | 1371 | 1032 | 2668 | 6415 | 20663 | 26851 | 18 800 | 23 200 |

## Транспорт
Узел ж/д и автодорог. Через Севан проходит автомагистраль М4 соединяющая Ереван и Тбилиси. Автомагистраль идет вдоль берега, обходя город с юга и востока. Железнодорожная станция Севан находится на линии Ереван — Раздан — Севан — Шоржа — Сотк, в 63 км от Еревана. Большую часть года из Севана пассажирского сообщения нет, но летом ежедневно ходит электропоезд Ереван (отправление со станции Канакер) — Шоржа (через Раздан и Севан).
В другое время пригородного движения из Раздан в Шоржу нет, а на участке Шоржа — Сотк курсируют только грузовые поезда.
Пассажирских поездов дальнего следования нет.

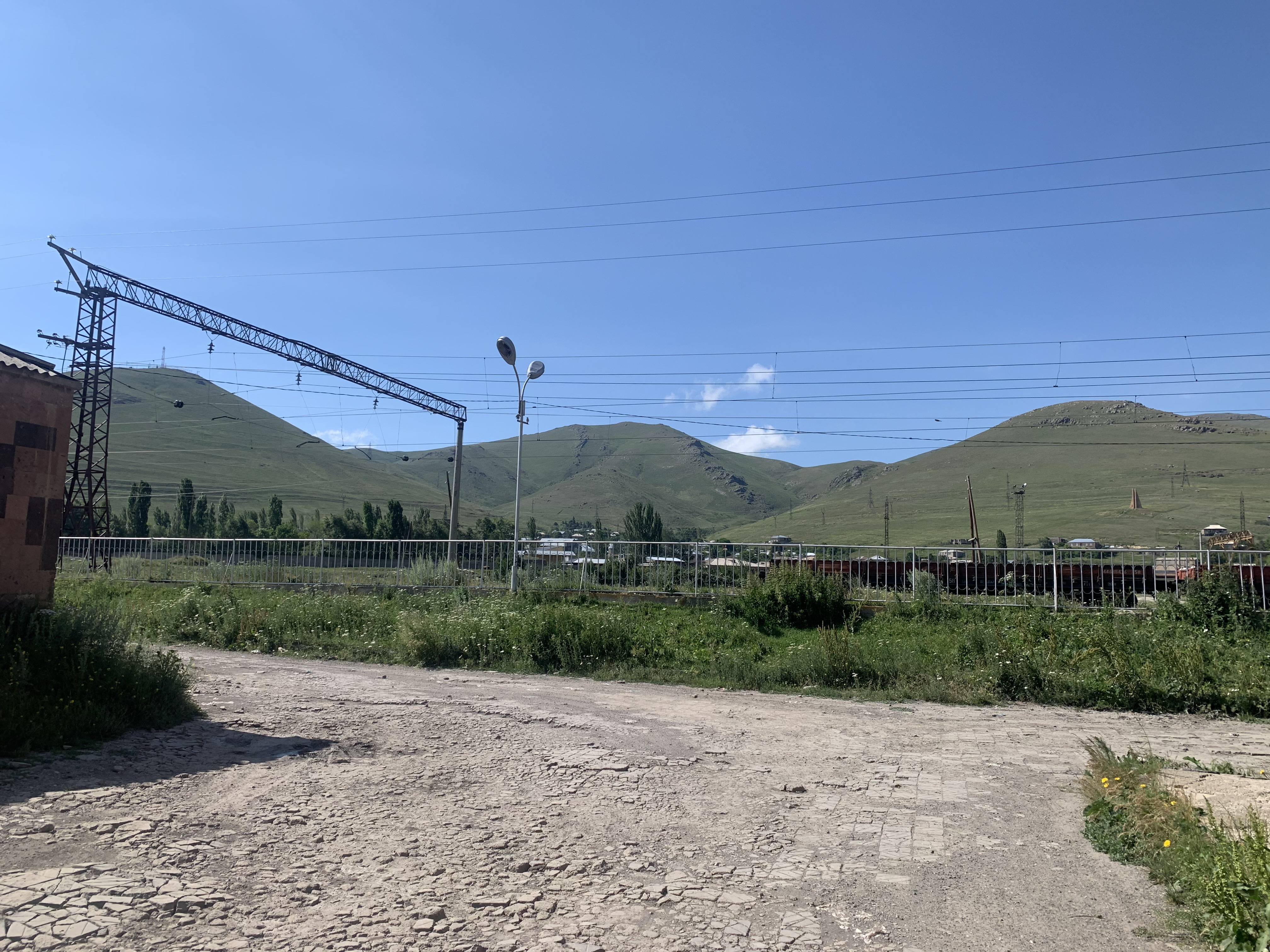
Станция "Севан"
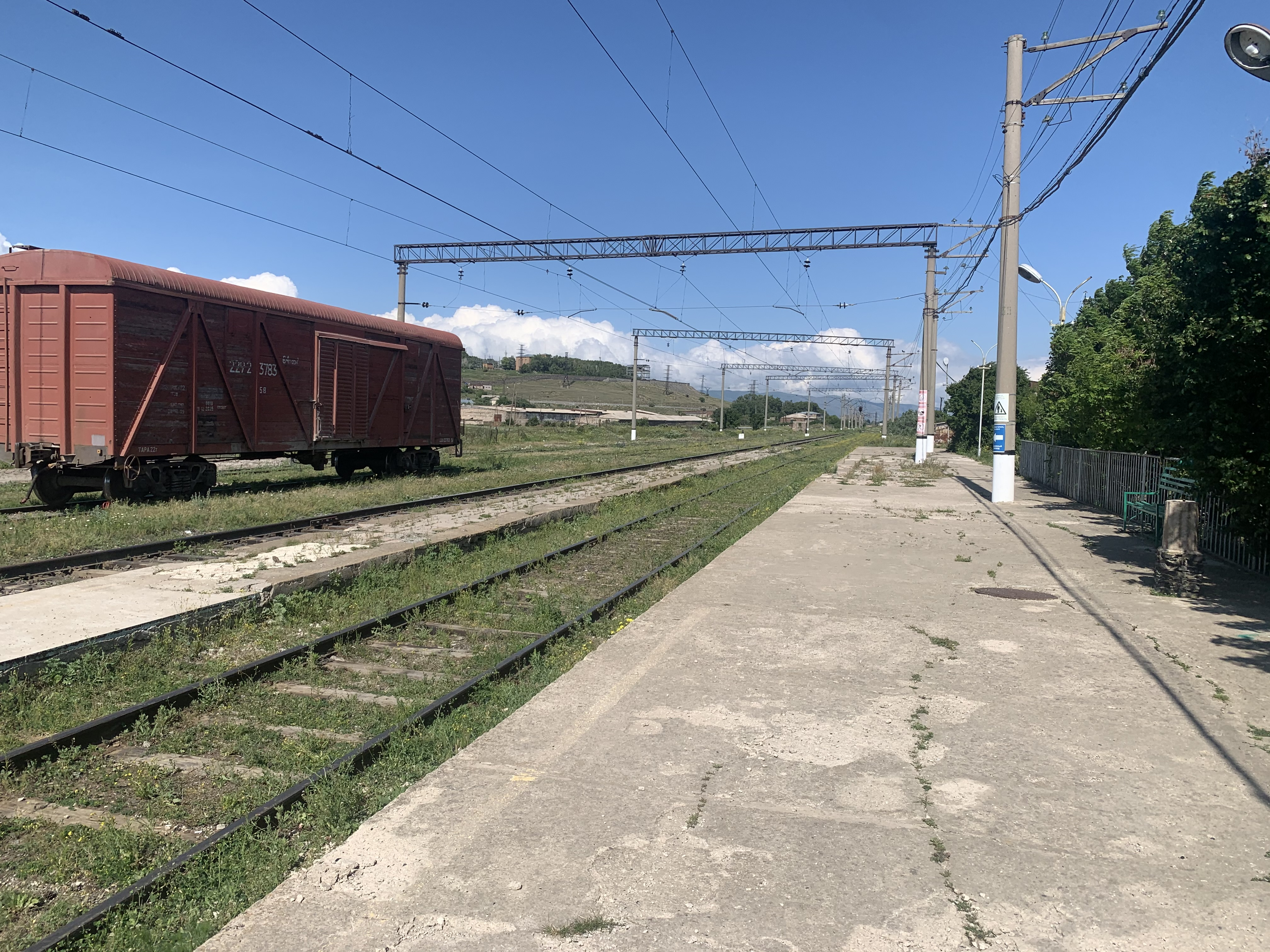
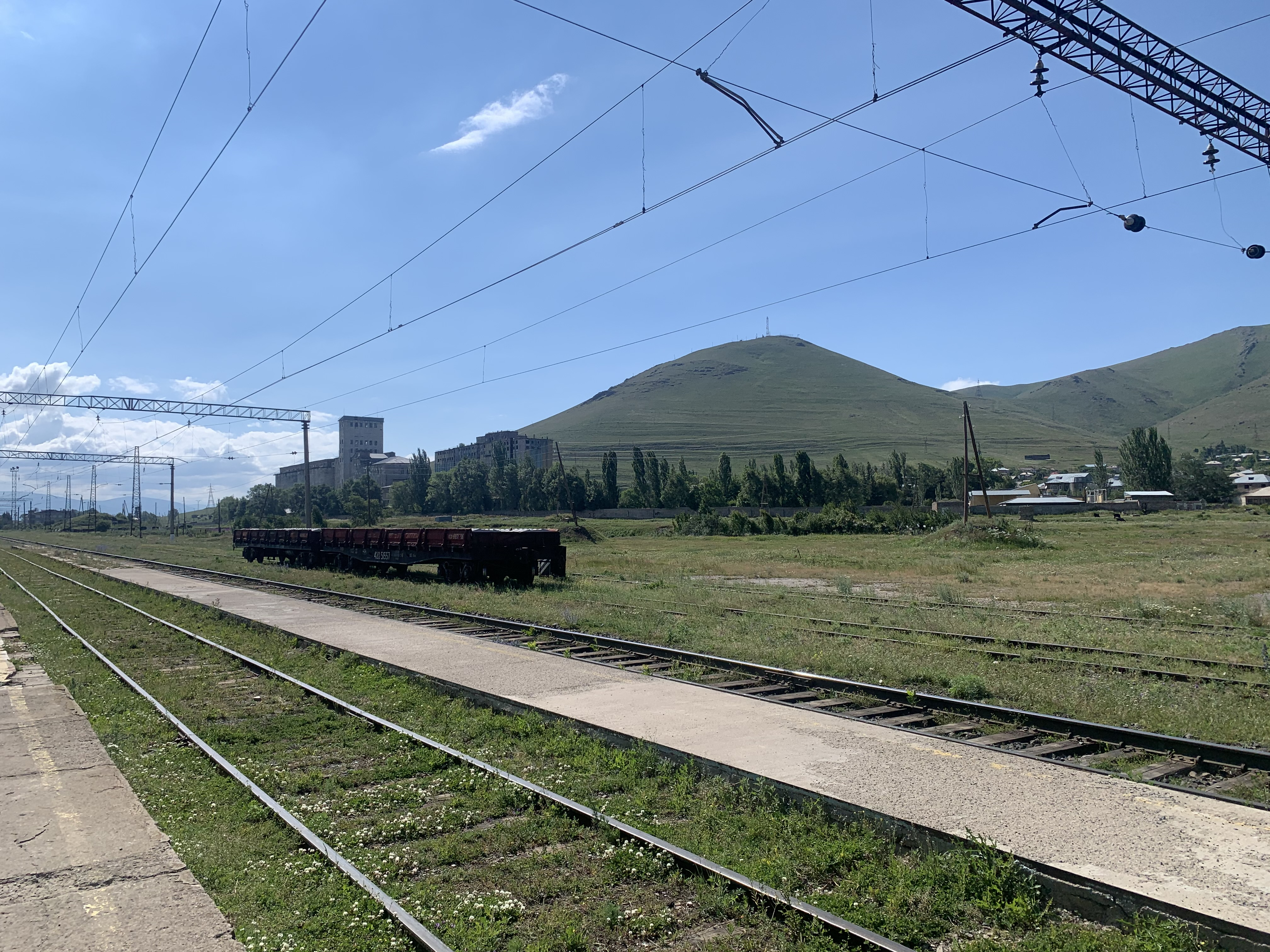

## Экономика
В городе находятся десятки заводов (исполнительных механизмов, электростеклоизоляции, табачно-ферментационный и др.), расположенных в городе и его окрестностях, построенные в советское время. Но только несколько отраслей из них в эксплуатации (завод по производству асфальта, производство автобусов и т. д.).
Экономика города и ближайших районов сильно запущена, для полноценной деятельности на фабриках не хватает людей.
Город открыт для туризма, особенно в летнее время, пляжи озера Севан. Недалеко от Севана находится очень популярный среди туристов монастырь Севанаванк.

## Достопримечательности

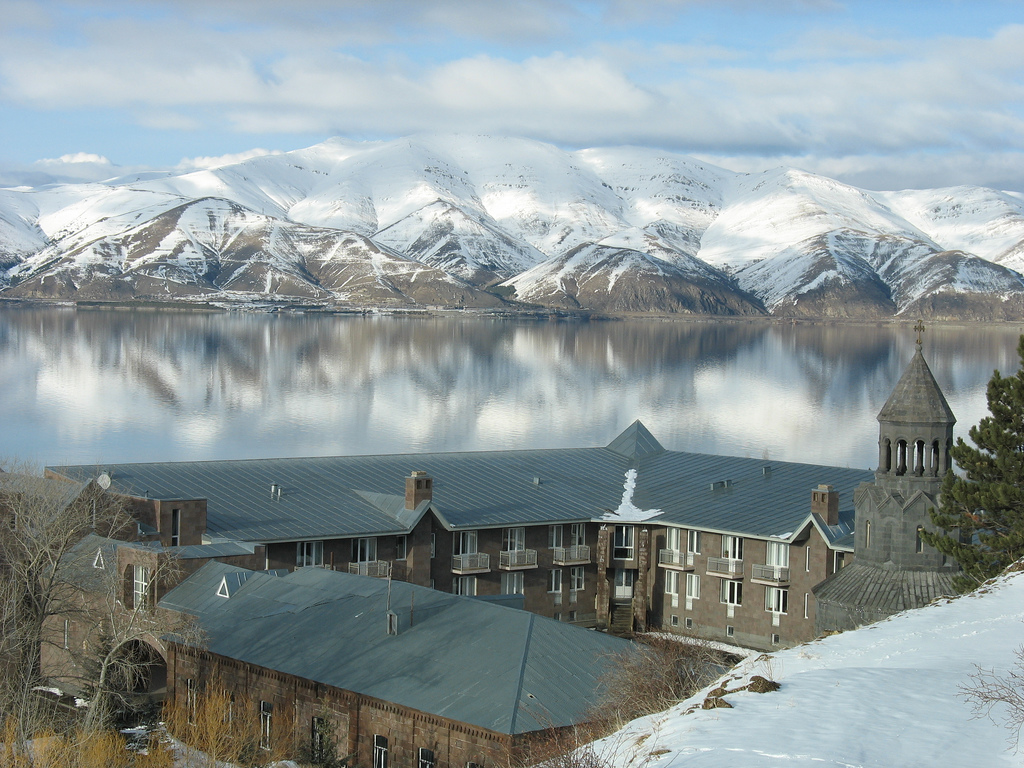
Духовная академия Васкеняна в Севане

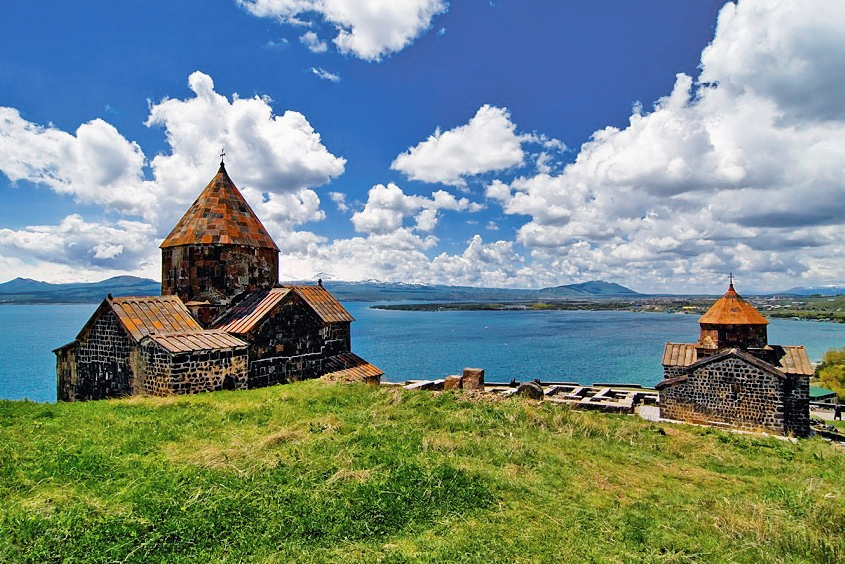
Монастырь Севанаванк

На полуострове Севан, которой находится в 3 км к востоку от города, находится один из самых известных образцов средневековой духовной армянской архитектуры — монастырь Севанаванк (IX век). Монастырь был предназначен в основном для монахов из Эчмиадзина, которые совершили грех. В настоящее время монастырь состоит из двух церквей: Сурб Аракелоц (Святой Апостол) и церковь Сурб Аствацацин (Святая Богородица) с различными хачкарами. Первоначально монастырь был построен на южном берегу маленького острова. После искусственного осушения озера Севан, которое началось в сталинский период, уровень воды упал на 20 метров, и остров превратился в полуостров.
Ещё одна важная религиозная структура на полуострове — духовная академия (семинария) Васкенян, которая была основана в 2004 году.
В 4 км от города, у села Лчашен находится комплекс археологических памятников доурартского периода (Центральнозакавказская Археологическая Культура, от 3-го тысячелетия до н. э. до Средневековья).

## Культура
Образование: Индустриально-технологический техникум.

### Спорт и отдых
Недолгое время в Севане дислоцировался футбольный клуб «Ахтамар». В краткий период лета Севан является популярным курортом. Многие профессионалы и любители посещают город, чтобы практиковать свои любимые виды спорта на берегу озера, в том числе пляжный футбол, пляжный волейбол, виндсёрфинг и другие виды водного спорта на многочисленных пляжах и сооружениях вдоль всего берега Севана, например, мини-футбол и баскетбол, также есть аквапарк, конный клуб, теннисные корты.

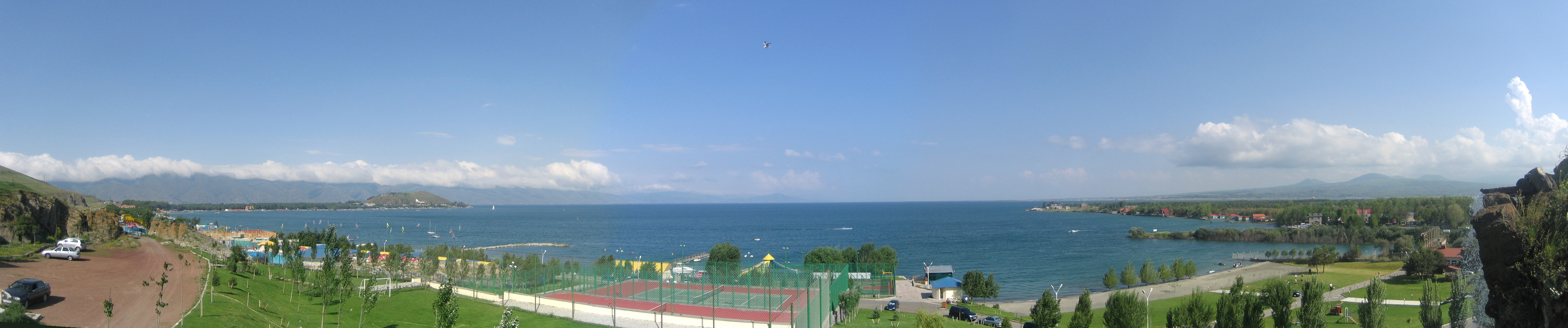
Панорама с северо-западного берега на Севан

Севанский национальный парк был создан в 1978 году для защиты озера Севан и его окрестностей. Площадь составляет 1501 кв. километров, из которых 24 900 га земли берега озера. Он окружен со склонами горных цепей Арегуни, Гегама, Варденис, Памбак и Севан. Около 1600 растений и 330 видов животных находятся здесь. Парк разделен на 3 зоны: заповедник, зона отдыха и зона для хозяйственного использования.

## Города-побратимы
- Бродница (Польша), сентябрь 2010
- Бусси-Сен-Жорж (Франция), 7 августа 2009[9]

## Галерея

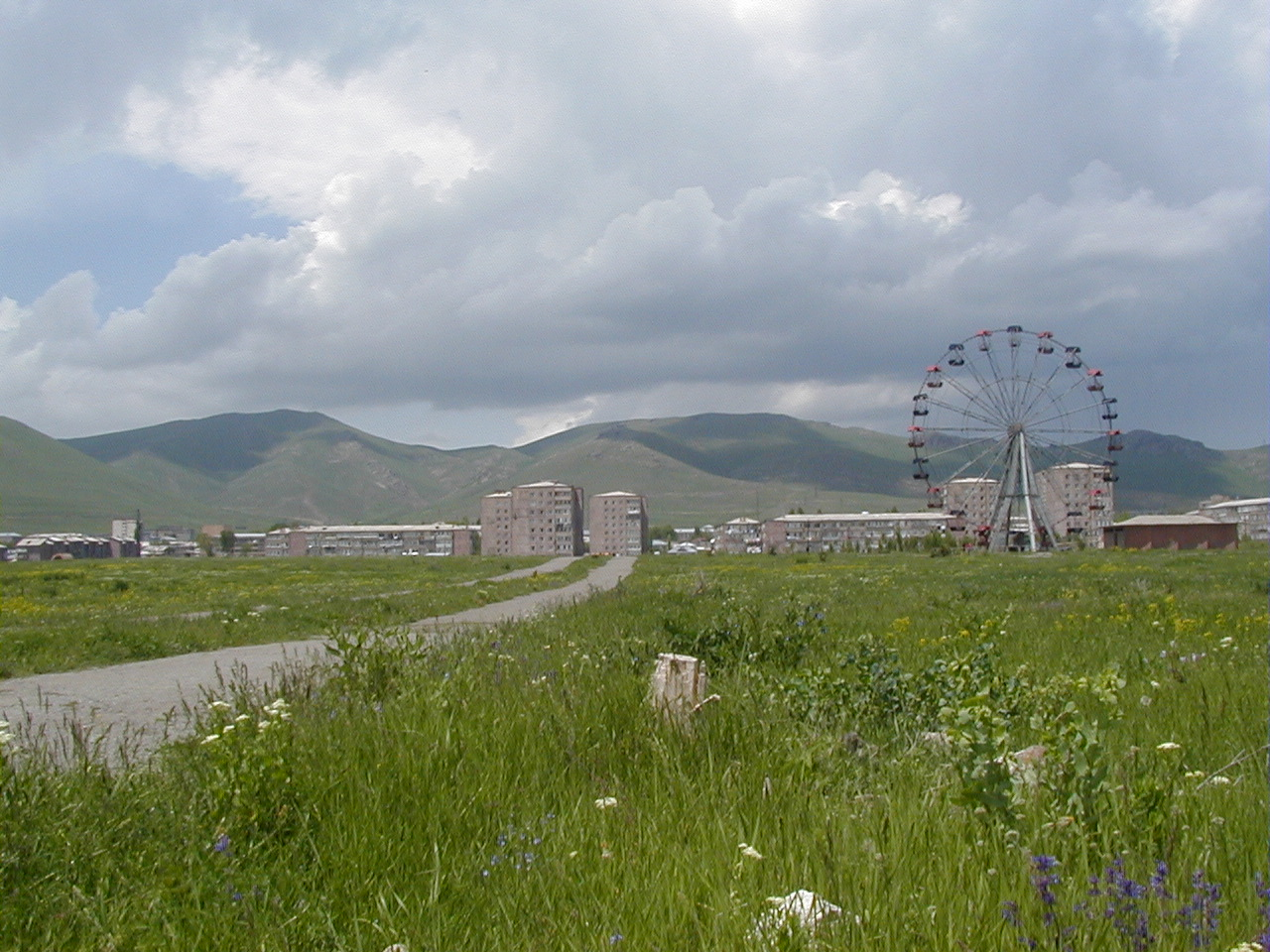
Вид на город на фоне горных хребтов
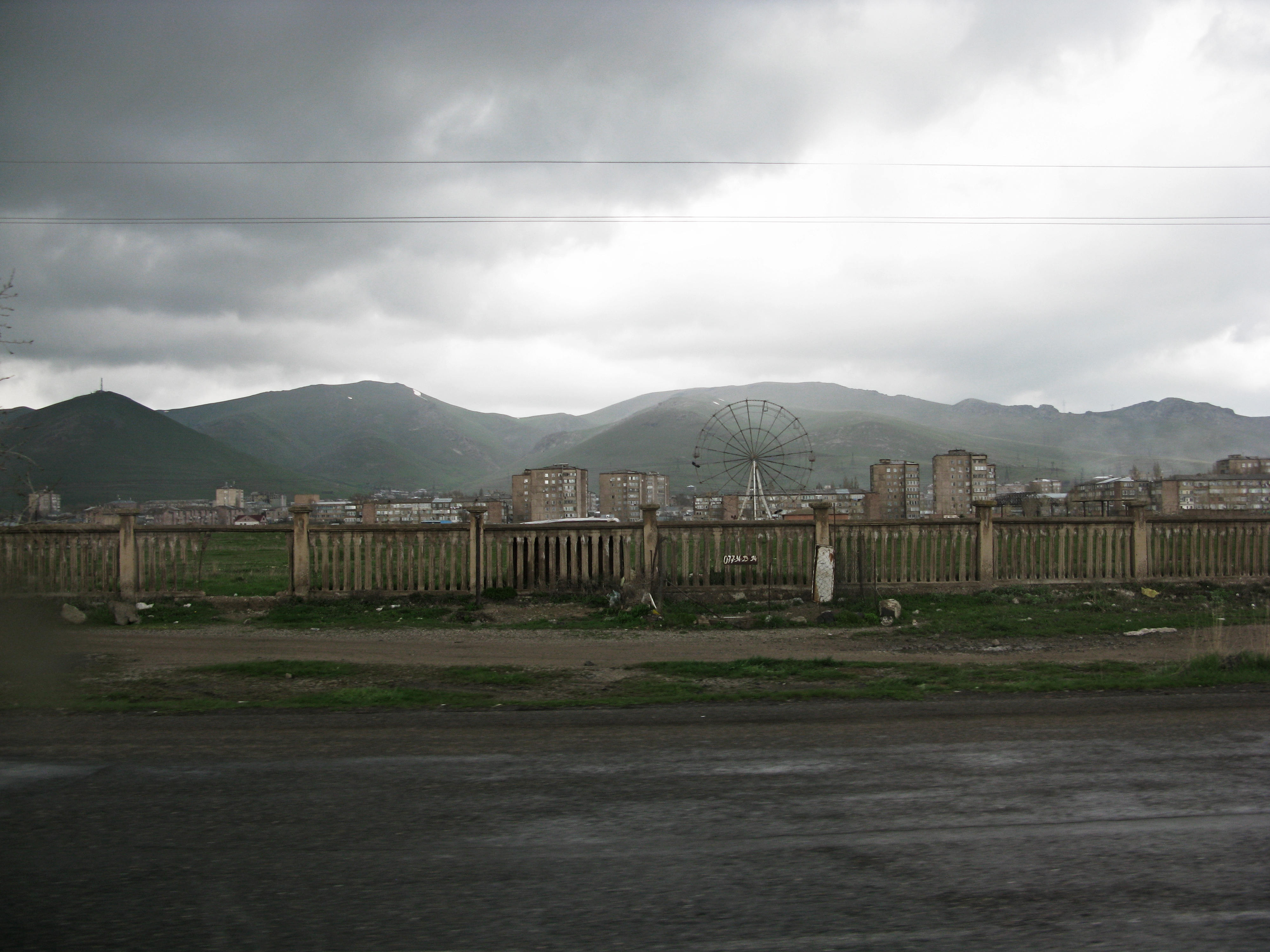
Сумерки над городом
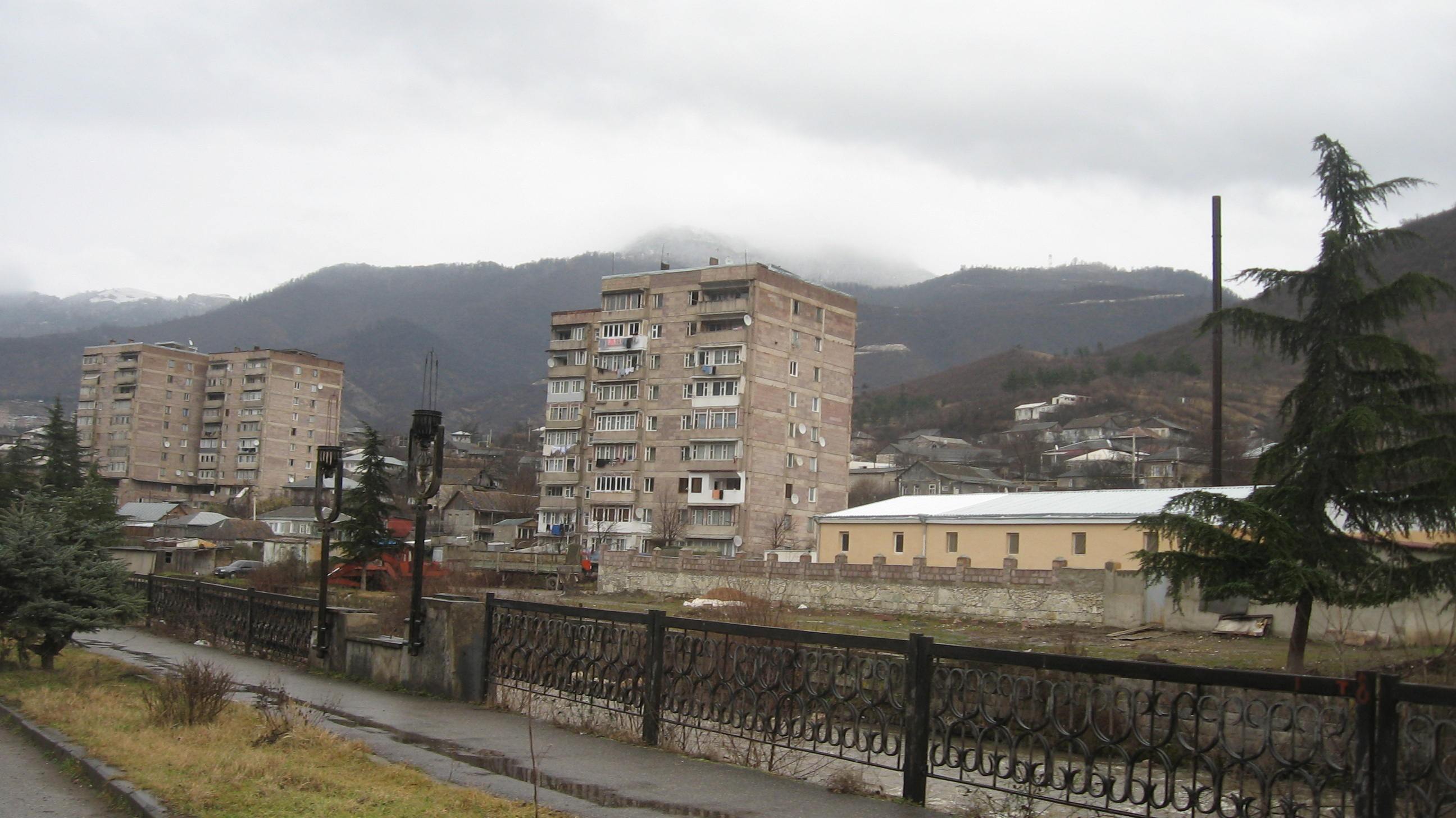
Старые здания Севана
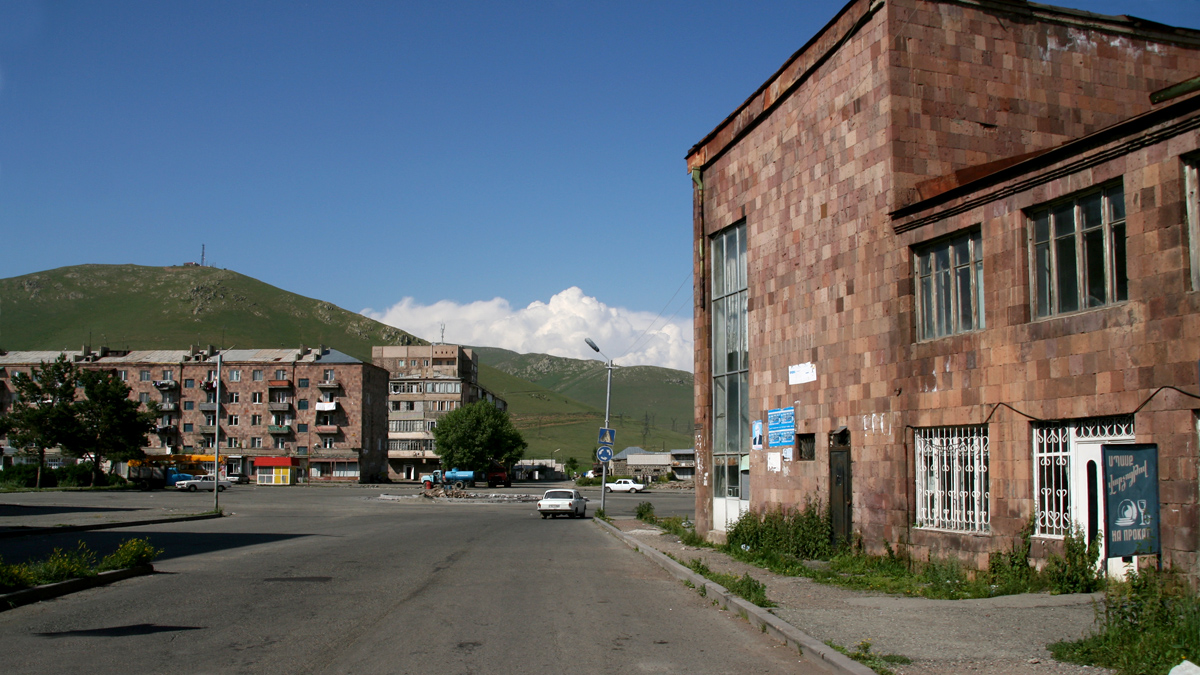
Городская площадь
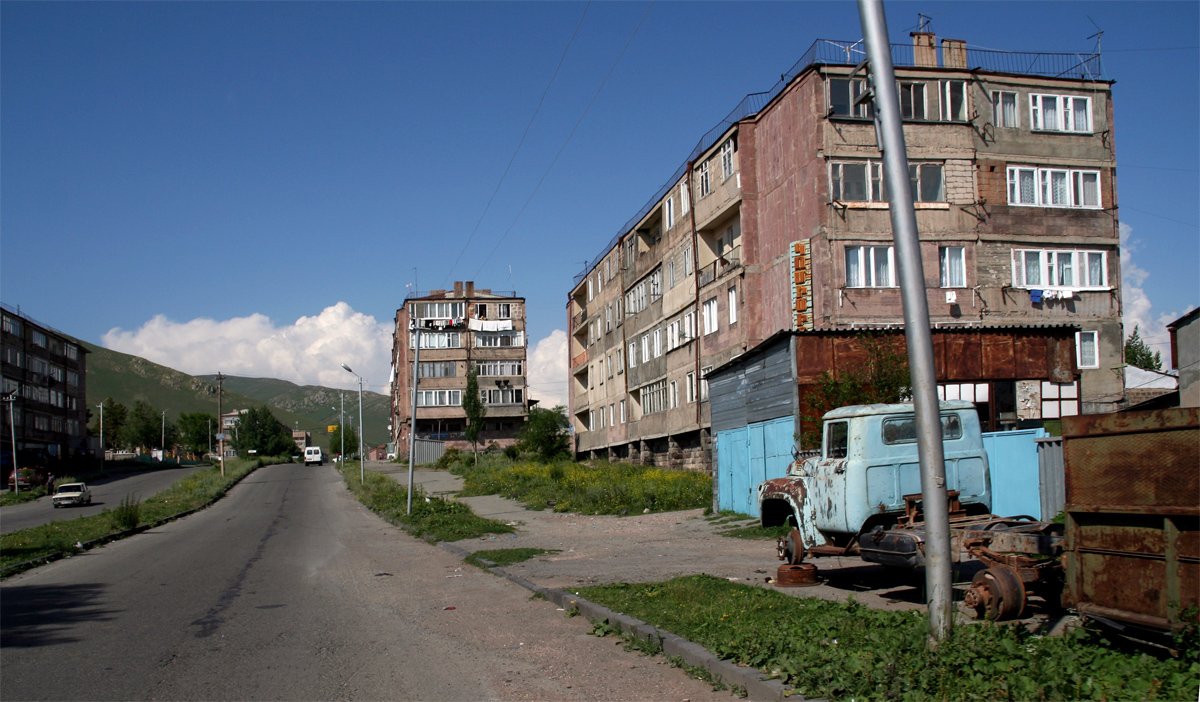
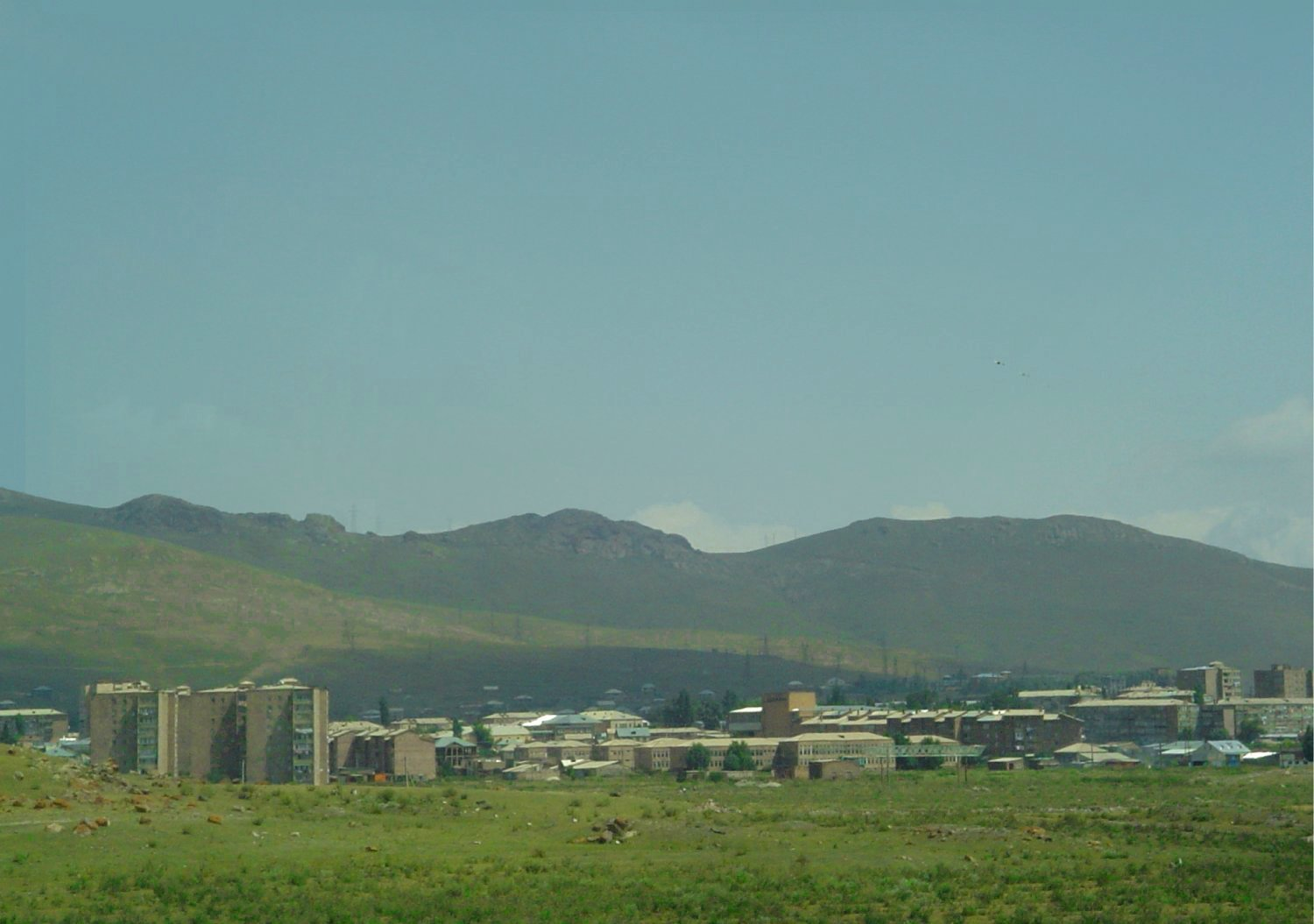
Общий вид на город
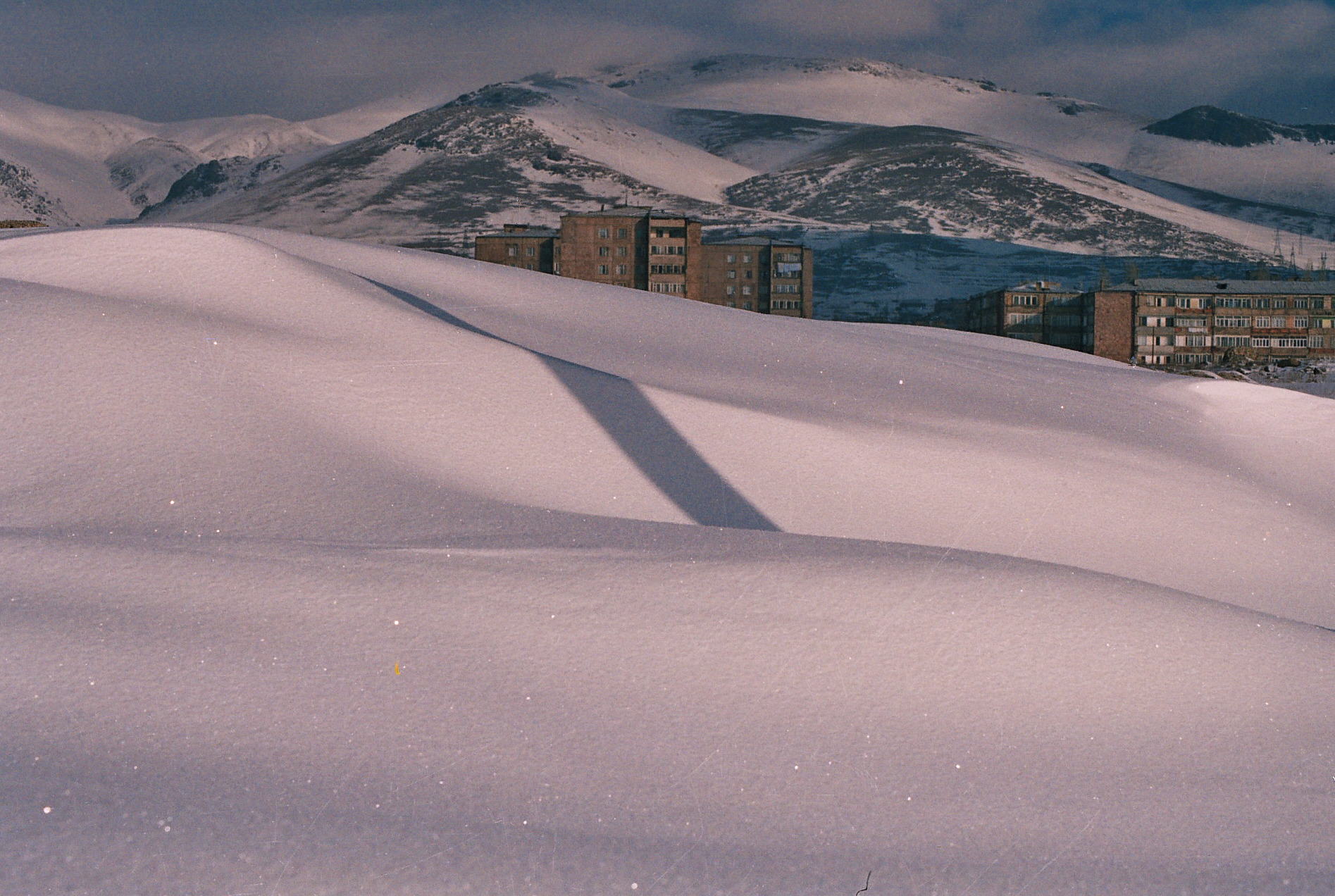
Зима в Севане
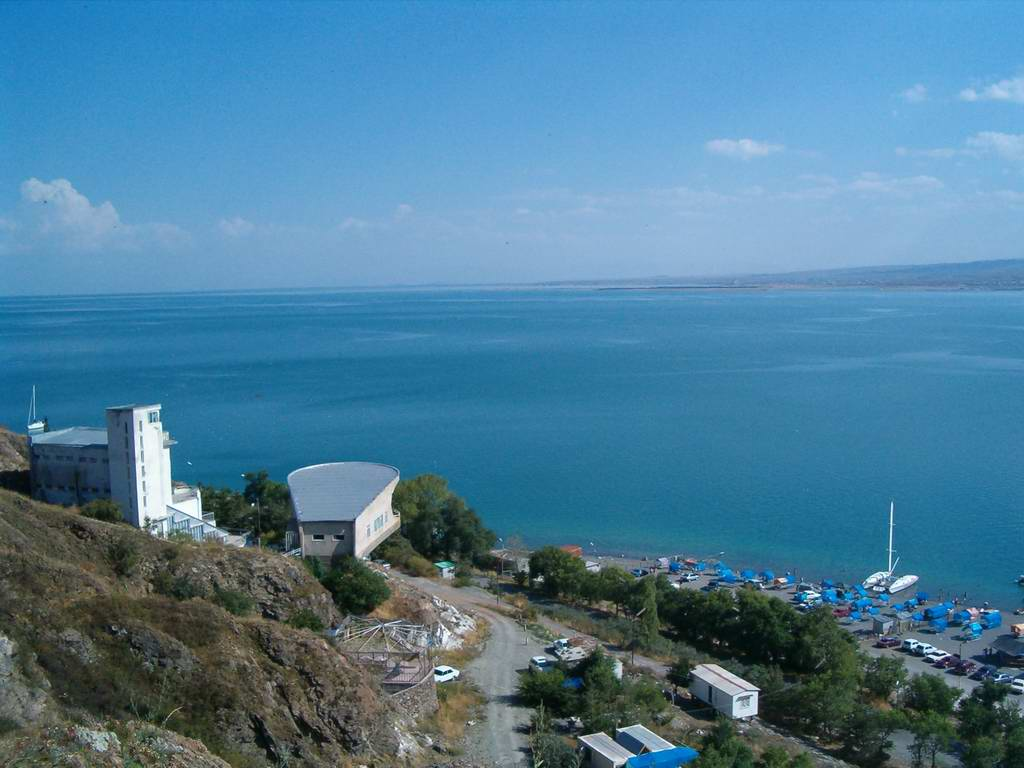
Пляж на берегу озера
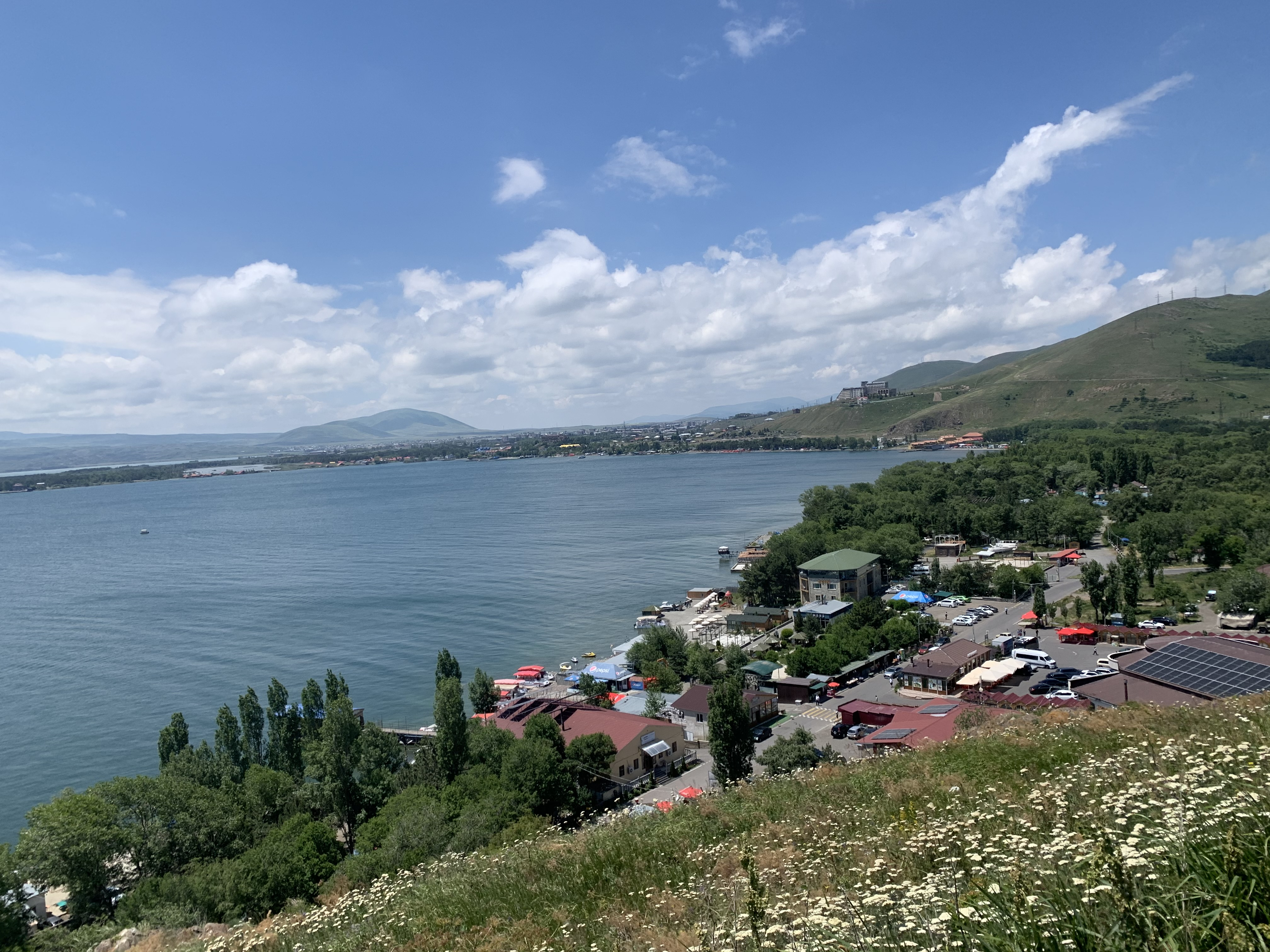
Вид от Севанаванк
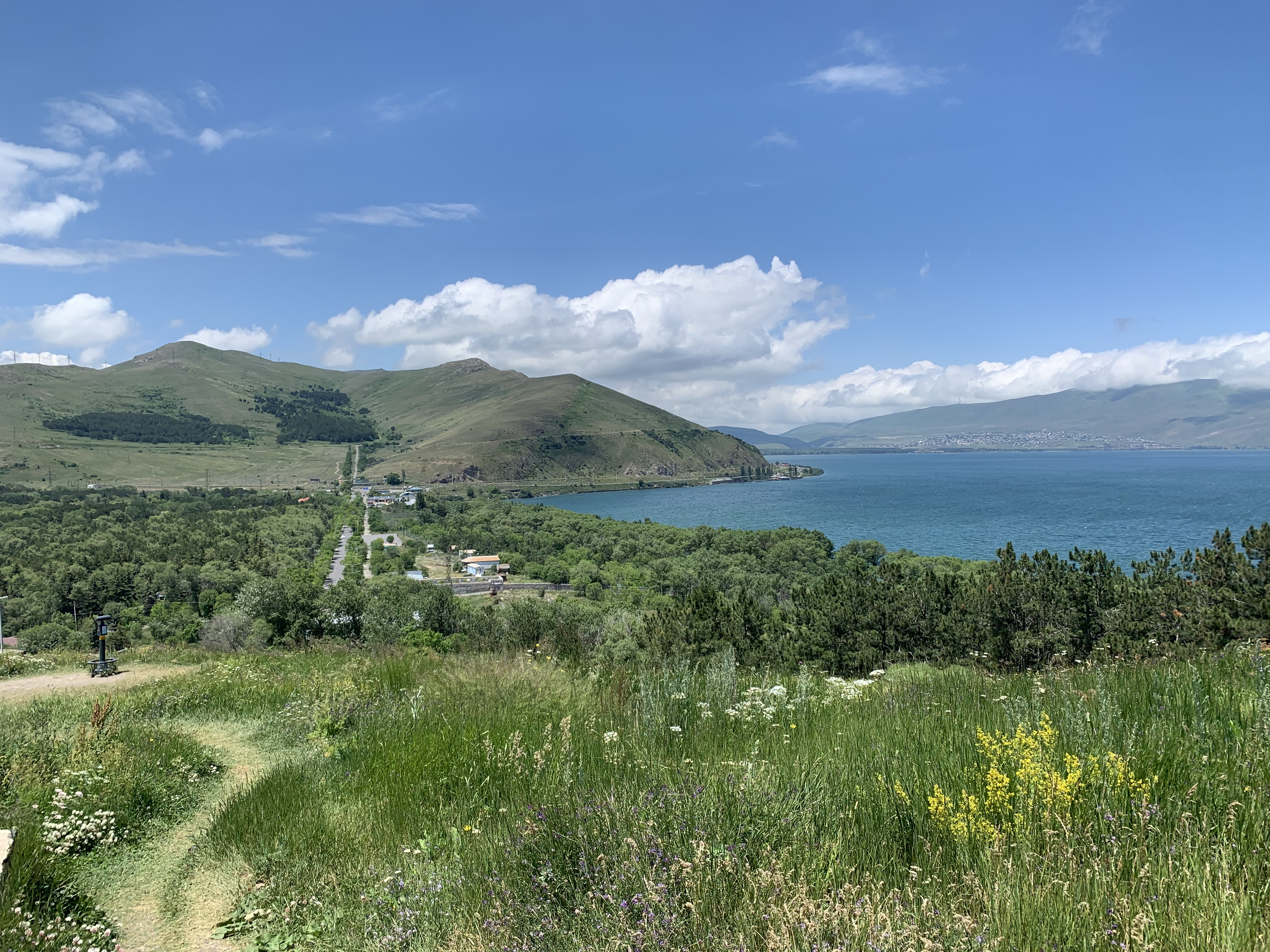
Вид от Севанаванк
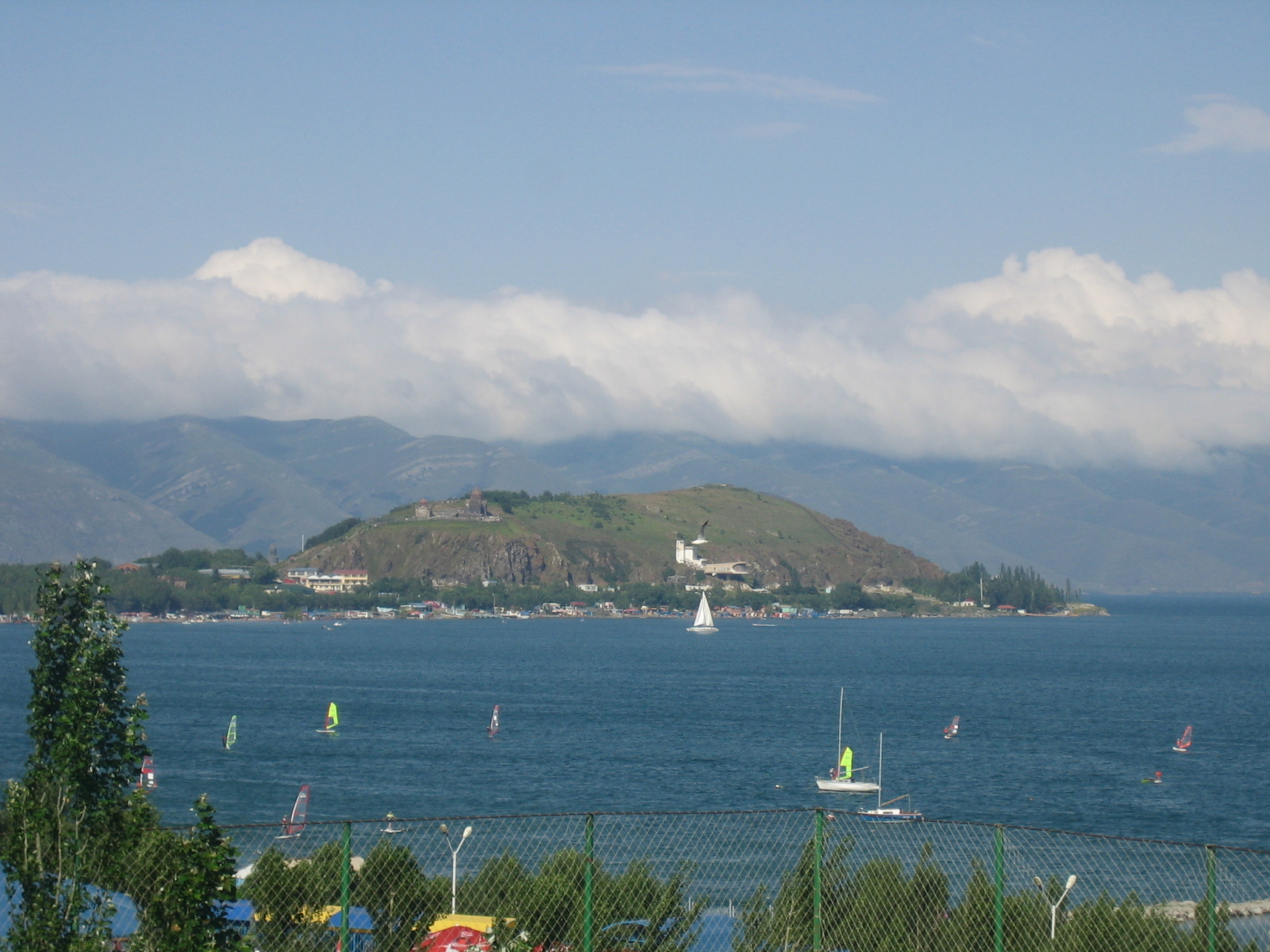
Полуостров Севан
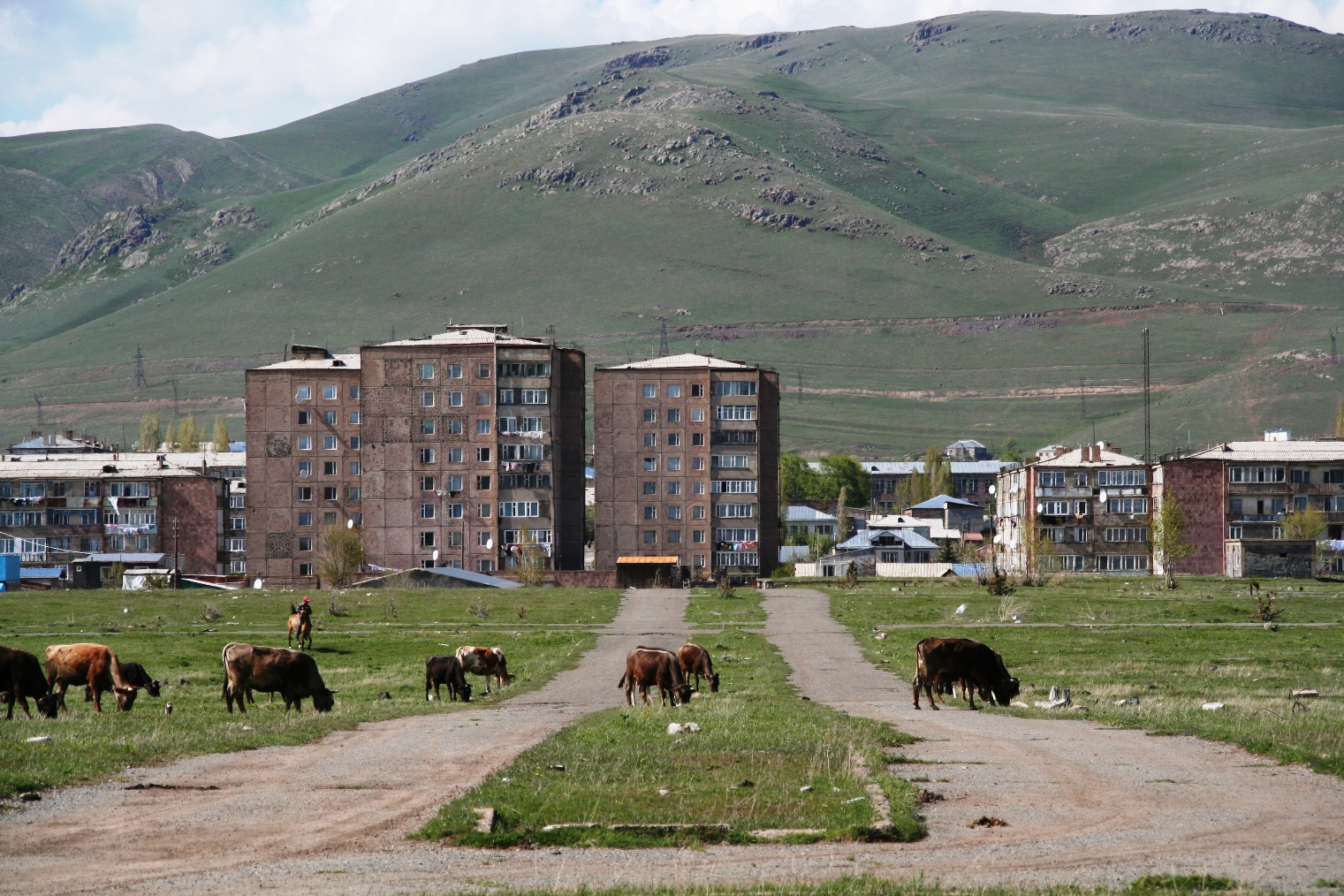
Фауна Севана
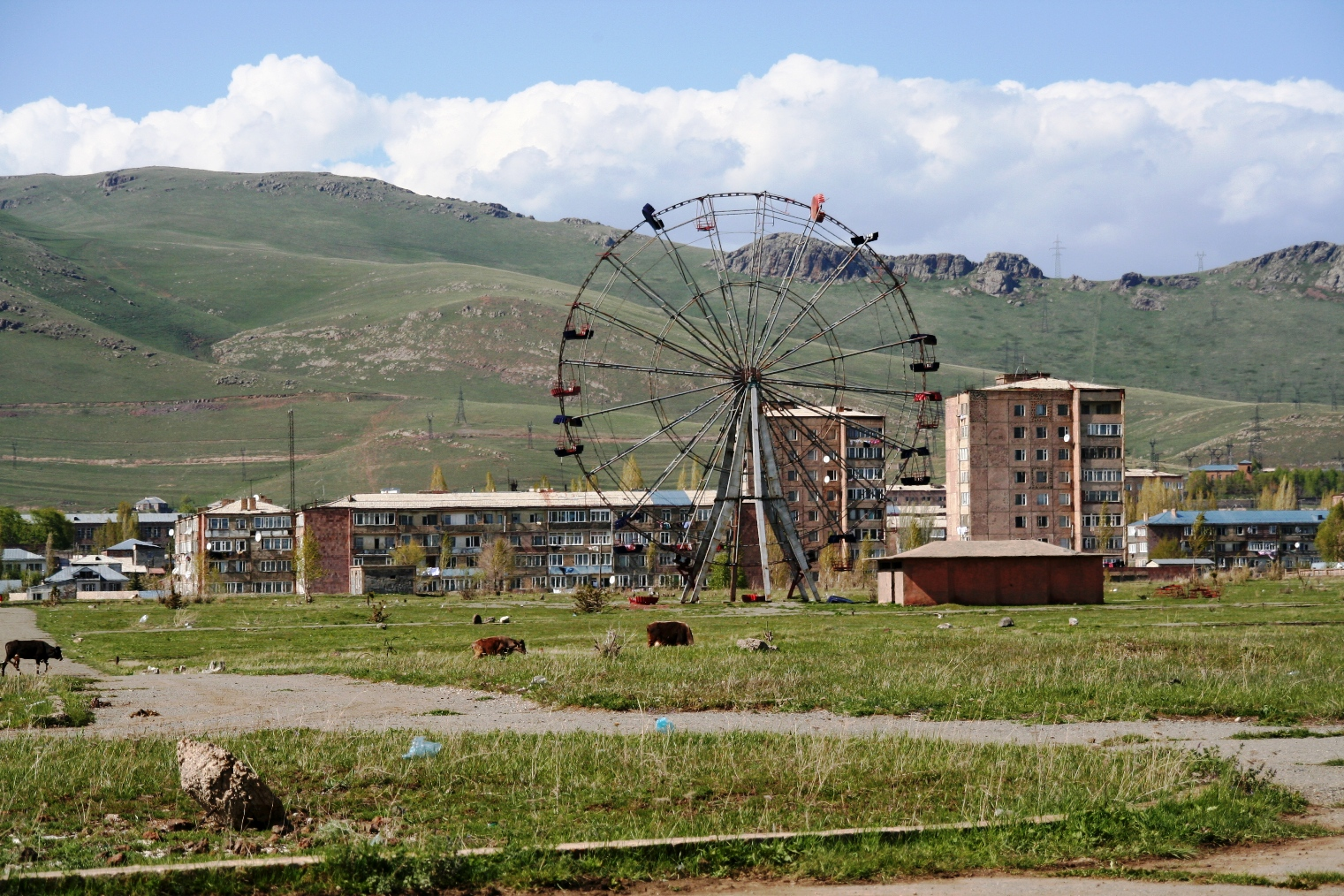
Весна в Севане